# Религия и шизофрения
Отношения между религией и шизофренией представляют особый интерес для психиатрии из-за сходства между религиозным опытом и проявлениями болезни; религиозные переживания часто сопровождаются слуховыми и / или зрительными галлюцинациями, а больные шизофренией обычно испытывают подобные галлюцинации, наряду с идеями, которые обычно рассматриваются современной медициной как бредовые. В целом отмечается, что религия может как служить защитным механизмом при заболевании, так и усугублять его течение.
Обычно страдающие шизофренией демонстрируют тип религиозных представлений, которые многие врачи считают бредовыми, — например, вера в то, что они являются богами или пророками, ведут беседы с богом, чувствуют, что одержимы бесами и т. д. Активные и адаптивные навыки преодоления болезни у пациентов с остаточной шизофренией связаны со здоровой духовной, религиозной или личной системой убеждений. В исследовании больных с шизофренией, прошедших госпитализацию, у 24 % были выявлены симптомы, квалифицируемые в психиатрической литературе как «бред религиозного содержания».
Межкультурные исследования показали, что религиозные верования, зачастую не имеющие под собой реального основания, гораздо чаще встречаются у пациентов с шизофренией, которые причисляют себя к христианам и / или проживают в преимущественно христианских регионах, например, в Европе или Северной Америке. Для сравнения, у пациентов в Японии гораздо чаще возникают бредовые расстройства, связанные со стыдом и клеветой, тогда как в Пакистане чаще отмечается паранойя, связанная с родственниками и соседями.

## Общие сведения
Шизофрения представляет собой сложное психическое расстройство, симптомы которого включают притупление эмоций (уплощение аффекта), снижение интеллекта, социальную изоляцию, дезорганизацию речи и поведения, бредовые идеи и галлюцинации. Причины шизофрении неясны, но, похоже, важнейшую роль играет наследственность, поскольку люди с семейной историей болезни гораздо чаще страдают от шизофрении. Расстройство может быть вызвано и усугублено социальными и экологическими факторами, причем в стрессовых ситуациях заболевание проявляется более отчетливо. Согласно открытиям неврологов, у мозга больных шизофренией более крупные желудочки (заполненные жидкостью полости) по сравнению со здоровым головным мозгом. Предполагается, что это связано с отмиранием нервных клеток. Симптомы обычно появляются в начале периода зрелости. У детей шизофрения диагностируется редко, отчасти из-за трудности в определении того, чем вызваны конкретные отклонения в мышлении и поведении — болезнью или особенностями развития ребёнка. С помощью психиатрических препаратов (обычно антипсихотических) и соответствующей терапии больные шизофренией могут попытаться вести успешную и плодотворную жизнь, что является довольно сложным занятием из-за негативных эффектов нейролептиков.

## Роль религии в лечении шизофрении
Долгосрочные исследования показали, что религия в разной степени воздействует на терапию шизофрении. По-видимому, религия может служить как подспорьем в борьбе с расстройством, так и значительным препятствием для выздоровления. Религия может быть очень ценным средством в борьбе с болезнью, в особенности для тех, кто принимает активное участие в жизни религиозной общины. Однако отличить подлинный трансцендентный опыт от проявления болезни бывает непросто. В этом требуется помощь квалифицированного и опытного специалиста. При условии, что врач не против использования религиозных методов в лечении, а пациент при этом тоже не против этого и получает указанное лечение, вполне возможно сочетать религию с профессиональной медицинской помощью для достижения желаемой цели. Лица, активно участвующие в жизни религиозной общины и ежедневно совершающие религиозные практики, получая при этом психиатрическое лечение, демонстрируют меньшее количество симптомов и общее улучшение качества жизни. Они учатся видеть в религии не тягостную обязанность, а источник надежды.

## Религия как причина возникновения шизофрении
Интенсивное переживание религиозного характера может спровоцировать психоз у лиц, склонных к этому, потому что религия зачастую требует от верующего действовать наперекор здравому смыслу и обыденным представлениям о возможном и невозможном. Это может привести к психозу из-за сдвига в реалистичном мышлении; больной может полагать, что говорит с богом, или же сам является божеством или мессией. Эти симптомы могут вызывать жестокость по отношению как к окружению больного, так и к нему самому, поскольку пациентам свойственно буквальное прочтение священных текстов. Иногда больные считают, что болезнь послана им свыше в качестве наказания — в этом случае они могут испытывать больше симптомов, причиняющих страдание. Религия, в зависимости от того, как пациент к ней относится, может сковывать его действия и наносить вред, поскольку пациент может отказаться от лечения из религиозных соображений; в некоторых случаях он может уверовать, что его бредовые идеи и галлюцинации на самом деле являются божественным откровением, и на основании этого отказывается от лечения. Исследования показывают, что больные шизофренией, имеющие бредовые идеи религиозного содержания, являются более глубоко верующими, чем те, кто не подвержен такого рода идеям. Также, согласно исследованиям, такие больные менее склонны продолжать долгосрочную терапию.